# 長良川サービスエリア
長良川サービスエリア（ながらがわサービスエリア）は、岐阜県関市下有知にある東海北陸自動車道のサービスエリアである。
下り線（小矢部砺波方面）のみ設置されている。上り線は当SAの約2km南に関SAがある。

## 歴史
- 1986年（昭和61年）3月5日 - 東海北陸自動車道の岐阜各務原IC - 美濃IC間の開通に伴い[3]、供用開始[1]。

## 道路
- E41 東海北陸自動車道

## 施設

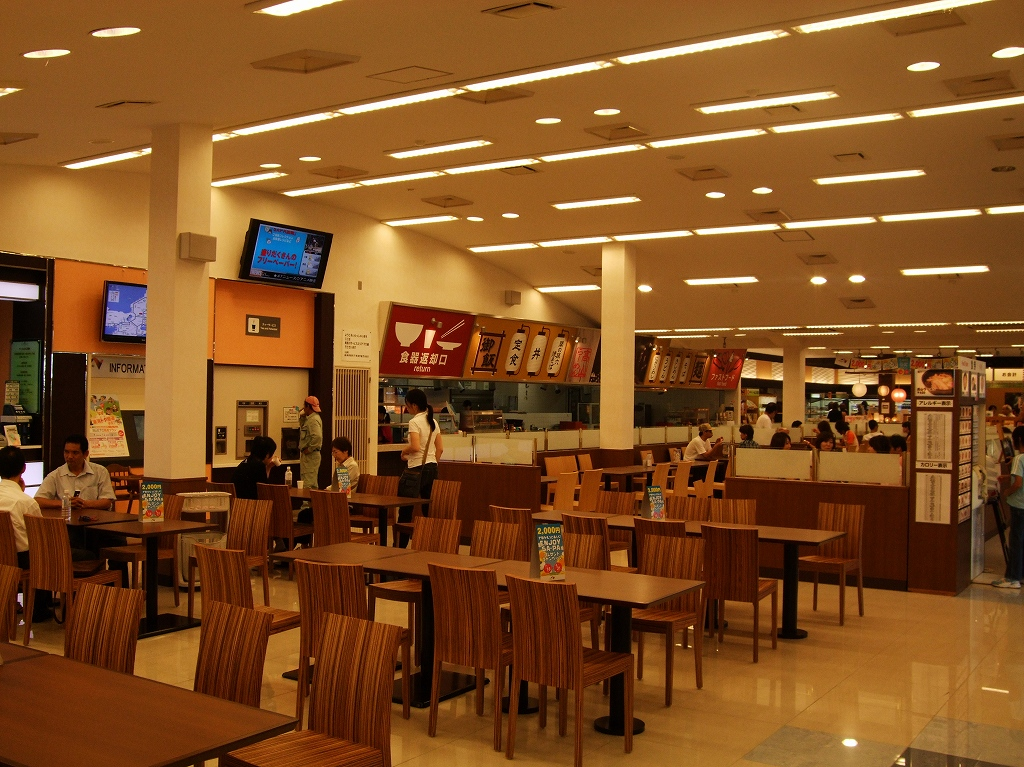
リフレッシュオープンした店内

### 下り線（富山・高山方面）
- 駐車場
  - 大型 28台[1]
  - 小型 88台[1]
- トイレ
  - 男性 大5・小12
  - 女性 20
    - 同伴の男児用 1
    - 子供トイレ2

  - 車椅子用 1
- ガソリンスタンド（ENEOS（(株)ENEOSウイング）、6:00 - 22:00）[4]
- 給電スタンド（24時間）
- コイン洗車機（24時間）
- Food Court 美濃路KITCHEN（フードコート、6:00 - 21:00）
- 遊食茶房 食べ長良（テイクアウト、8:00 - 17:00）
- しょっぴんぐ 花神輿（おみやげ、24時間）
- ドライバーズ・スポット（24時間）
- 自動販売機
- ベビーコーナー
- ハイウェイ情報ターミナル
- エリア・コンシェルジュ（8:00 - 16:00）
- 銀行ATM（セブン銀行、24時間）
- ぷらっとパーク

## 隣
E41 東海北陸自動車道
(5)関IC - (SA)関SA（上り線のみ） - (SA)長良川SA（下り線のみ） - (5-1)美濃関JCT - (6)美濃IC